# サマー・イン・パラダイス
『サマー・イン・パラダイス』 (Summer in Paradise) は、1992年にリリースされたザ・ビーチ・ボーイズのアルバム。自身のブラザー・レコードから配給されたが、本作は多くの評論家から酷評され、『オール・ミュージック・ガイド』は「自身の無意味なパロディ」として評した。
本作はブライアン・ウィルソンが全く関与しなかった唯一のスタジオ録音アルバムである。ブライアンはユージン・ランディの元で治療中であり、セッション参加が見込めなかったため、マイク・ラヴとプロデューサーのテリー・メルチャーがイニシアチブを取って製作された。
1993年にはイギリスで「サマー・イン・パラダイス」「アイランド・フィーバー」「渚のボードウォーク」「フォーエヴァー」の4曲をリミックスした上で再発したが、その低評価は変わらなかった。

## 曲目
1. ホット・ファン・イン・ザ・サマータイム - Hot Fun in the Summertime (Sylvester Stewart) 3:29
2. サーフィン - Surfin' (Brian Wilson/ Mike Love) 3:45
3. サマー・オブ・ラヴ - Summer of Love (Mike Love/ Terry Melcher) 2:51
4. アイランド・フィーバー - Island Fever (Mike Love/Terry Melcher) 3:27
5. スティル・サーフィン - Still Surfin'  (Mike Love/Terry Melcher) 4:03
6. スロー・サマー・ダンシン - Slow Summer Dancin' (One Summer Night) (Bruce Johnston/Danny Webb) 3:23
7. ストレンジ・シングス・ハプン - Strange Things Happen (Mike Love/Terry Melcher) 4:42
8. リメンバー"ウォーキング・イン・ザ・サンド" - Remember "Walking In The Sand"  (George Morton) 3:31
9. ラハイナ・アロハ - Lahaina Aloha (Mike Love/Terry Melcher) 3:44
10. 渚のボードウォーク - Under the Boardwalk (Mike Love/Artie Resnick/Kenny Young) 4:07
11. サマー・イン・パラダイス - Summer in Paradise (Mike Love/Terry Melcher/Craig Fall) 3:52
12. フォーエヴァー - Forever (Dennis Wilson/Gregg Jakobson) 3:05 
  - Features John Stamos on lead vocal